# 모토스호
모토스호(일본어: 本栖湖)은 일본 야마나시현 미나미쓰루군 후지카와구치코정과 미나미코마군 미노부정에 걸쳐 존재하는 호수이다. 후지 5호의 하나로, 최서단에 위치하고 있다. 후지 5호 중 수심이 121.6m로 최대 깊이이다. 1000엔 지폐의 E호권, 5000엔 지폐의 D호권 표면에 그려진 물 위에 거꾸로 비친 후지산의 모델로 유명하다.

## 개요
호안은 야마나시현 미나미쓰루군 후지카와구치코정 및 미나미코마군 미노부정에 속하지만, 호수 면적은 경계 미정이다. 구 니시야쓰시로군 가미쿠이시키 촌(현 · 고후시 및 후지카와구치코 정)에서는, 호수 면적 모두가 촌에 속한다고 주장하고 있다. 최대 수심은 후지 5호에서 가장 깊고, 면적은 3번째로 크다. 후지 하코네 이즈 국립공원의 특별 지역 내에 있다.
2013년 6월 22일, '후지산 - 신앙의 대상과 예술의 원천'의 구성 유산의 하나로써, 세계 문화유산에 등록되었다.

## 같이 보기
- 후지 5호
- 후지하코네이즈 국립공원